# Johann II. (Chalon-Arlay)
Johann II. von Chalon-Arlay († 25./26. Februar 1362) war seit 1322 Herr der in der Franche-Comté gelegenen Herrschaft Arlay.

## Leben und Wirken
Johann entstammte der Seitenlinie Chalon-Arlay des Hauses Burgund-Ivrea. Er war der Sohn von Hugo I., Herr von Arlay und dessen Gemahlin Beatrix de la Tour du Pin († 1347). Als Odo IV., Herzog von Burgund, 1330 die Freigrafschaft Burgund erbte, wurde Johann einer der Anführer des sich gegen Otto erhebenden Adels der Freigrafschaft, musste sich jedoch 1337 dem Urteil des französischen Konigs Philipp VI. – eines Schwagers von Odo IV. – unterwerfen, der Johann zu einer symbolischen Haft verurteilte. 1346 lehnte sich Johann erneut auf, diesmal mit der Hilfe des englischen Königs Eduard III., woraufhin Philipp 1348 erneut einen Frieden vermitteln musste. Die von seiner Mutter geerbten Ansprüche auf die Dauphiné trat Johann an den französischen König ab.

## Familie
Johann war in erster Ehe verheiratet mit Margarete von Mello († 1360), einer Tochter von Dreux IV. von Mello aus dem Haus Mello. Das Paar hatte sechs Kinder
- Hugo II., Herr von Arlay (1344–1388) ⚭ Blanka von Genf († 1420), Tochter von Graf Amadeus III. von Genf
- Johann, Herr von Auberive († 1360) ⚭ (1355) Margarete von Lothringen († nach 1376), Tochter von Herzog Friedrich IV. von Lothringen
- Ludwig, Herr von Arguel und Cuisseaux († 1366) ⚭ Margarete von Vienne (ihr Sohn Johann III. erbte 1393 das Fürstentum Orange)
- Margarete ⚭ (1356) Etienne de  Montfaucon, Graf von Montbéliard († 1397)
- Beatrix († nach 1402) ⚭ (1362) Antoine de Beaujeu († 1374)
- Johanna († 1380) ⚭ Jean III. de Vergy, Herr von Champlitte († 1418) (Haus Vergy)

In zweiter Ehe heiratete Johann nach dem 3. Oktober 1361 Marie von Genf († nach 1396), Tochter von Graf Amadeus III. von Genf.